# 2023-as WEC Fuji 6 órás verseny
| Pályarajz | Pályarajz              | Pályarajz                                       |
| --------- | ---------------------- | ----------------------------------------------- |
|           |                        |                                                 |
| Győztesek |                        |                                                 |
| Kategória | Csapat                 | Versenyzők                                      |
| Hypercar  | #7 Toyota Gazoo Racing | Mike Conway Kobajasi Kamui José María López     |
| LMP2      | #41 Team WRT           | Rui Andrade Louis Delétraz Robert Kubica        |
| LMGTE Am  | #54 AF Corse           | Francesco Castellacci Thomas Flohr Davide Rigon |

A 2023-as WEC Fuji 6 órás versenyy a Hosszútávú-világbajnokság 2023-as szezonjának hatodik futama volt, amelyet szeptember 10-én tartottak meg a Fuji Speedway versenypályán. A fordulót Mike Conway, Kobajasi Kamui és José María López triója nyerte meg, akik a Toyota Gazoo Racing csapatának #7-es rajtszámú hibridhajtású versenyautóját vezették.

## Szabadedzések

### 1. szabadedzés
| Poz. | Kategória | Csapat                        | Idő      | Különbség | Körök |
| ---- | --------- | ----------------------------- | -------- | --------- | ----- |
| 1.   | Hypercar  | #50 Ferrari – AF Corse        | 1:35,649 |           | 40    |
| 2.   | Hypercar  | #51 Ferrari – AF Corse        | 1:38,258 | +2,609    | 41    |
| 3.   | Hypercar  | #94 Peugeot TotalEnergies     | 1:38,693 | +3,044    | 40    |
| 4.   | Hypercar  | #6 Porsche Penske Motorsport  | 1:38,729 | +3,080    | 36    |
| 5.   | Hypercar  | #5 Porsche Penske Motorsport  | 1:38,876 | +3,227    | 40    |
| 6.   | Hypercar  | #7 Toyota Gazoo Racing        | 1:39,251 | +3,602    | 47    |
| 7.   | Hypercar  | #8 Toyota Gazoo Racing        | 1:39,291 | +3,642    | 45    |
| 8.   | Hypercar  | #93 Peugeot TotalEnergies     | 1:39,309 | +3,660    | 40    |
| 9.   | Hypercar  | #2 Cadillac Racing            | 1:39,584 | +3,935    | 42    |
| 10.  | Hypercar  | #99 Proton Competition        | 1:40,085 | +4,436    | 36    |
| 11.  | LMP2      | #28 Jota                      | 1:40,781 | +5,132    | 40    |
| 12.  | Hypercar  | #38 Hertz Team Jota           | 1:40,953 | +5,304    | 41    |
| 13.  | Hypercar  | #4 Floyd Vanwall Racing Team  | 1:41,483 | +5,834    | 39    |
| 14.  | LMP2      | #9 Prema Racing               | 1:42,661 | +7,012    | 39    |
| 15.  | LMP2      | #23 United Autosports         | 1:42,924 | +7,275    | 37    |
| 16.  | LMP2      | #10 Vector Sport              | 1:42,984 | +7,335    | 35    |
| 17.  | LMP2      | #34 Inter Europol Competition | 1:43,204 | +7,555    | 38    |
| 18.  | LMP2      | #36 Alpine Elf Team           | 1:43,218 | +7,569    | 40    |
| 19.  | LMP2      | #22 United Autosports         | 1:43,230 | +7,581    | 38    |
| 20.  | LMP2      | #31 Team WRT                  | 1:43,403 | +7,754    | 28    |
| 21.  | LMP2      | #41 Team WRT                  | 1:43,490 | +7,841    | 43    |
| 22.  | LMGTE Am  | #77 Dempsey–Proton Racing     | 1:43,538 | +7,889    | 42    |
| 23.  | LMP2      | #63 Prema Racing              | 1:44,139 | +8,490    | 36    |
| 24.  | LMP2      | #35 Alpine Elf Team           | 1:44,816 | +9,167    | 42    |
| 25.  | LMGTE Am  | #54 AF Corse                  | 1:47,198 | +11,549   | 43    |
| 26.  | LMGTE Am  | #56 Project 1 – AO            | 1:47,230 | +11,581   | 41    |
| 27.  | LMGTE Am  | #83 Richard Mille AF Corse    | 1:47,250 | +11,601   | 31    |
| 28.  | LMGTE Am  | #777 D'Station Racing         | 1:47,493 | +11,844   | 34    |
| 29.  | LMGTE Am  | #98 NorthWest AMR             | 1:47,913 | +12,264   | 42    |
| 30.  | LMGTE Am  | #21 AF Corse                  | 1:48,414 | +12,765   | 40    |
| 31.  | LMGTE Am  | #60 Iron Lynx                 | 1:49,060 | +13,411   | 40    |
| 32.  | LMGTE Am  | #86 GR Racing                 | 1:49,199 | +13,550   | 37    |
| 33.  | LMGTE Am  | #85 Iron Dames                | 1:49,455 | +13,806   | 35    |
| 34.  | LMGTE Am  | #57 Kessel Racing             | 1:49,706 | +14,057   | 40    |
| 35.  | LMGTE Am  | #33 Corvette Racing           | 1:50,043 | +14,394   | 18    |
| 36.  | LMGTE Am  | #25 ORT by TF                 | 1:53,388 | +17,739   | 17    |

### 2. szabadedzés
| Poz. | Kategória | Csapat                        | Idő      | Különbség | Körök |
| ---- | --------- | ----------------------------- | -------- | --------- | ----- |
| 1.   | Hypercar  | #8 Toyota Gazoo Racing        | 1:29,523 |           | 51    |
| 2.   | Hypercar  | #7 Toyota Gazoo Racing        | 1:30,120 | +0,597    | 48    |
| 3.   | Hypercar  | #38 Hertz Team Jota           | 1:30,584 | +1,061    | 53    |
| 4.   | Hypercar  | #51 Ferrari – AF Corse        | 1:30,618 | +1,095    | 51    |
| 5.   | Hypercar  | #5 Porsche Penske Motorsport  | 1:30,734 | +1,211    | 48    |
| 6.   | Hypercar  | #50 Ferrari – AF Corse        | 1:30,877 | +1,354    | 49    |
| 7.   | Hypercar  | #93 Peugeot TotalEnergies     | 1:31,069 | +1,546    | 42    |
| 8.   | Hypercar  | #94 Peugeot TotalEnergies     | 1:31,216 | +1,693    | 48    |
| 9.   | Hypercar  | #6 Porsche Penske Motorsport  | 1:31,236 | +1,713    | 39    |
| 10.  | Hypercar  | #99 Proton Competition        | 1:31,403 | +1,880    | 29    |
| 11.  | Hypercar  | #4 Floyd Vanwall Racing Team  | 1:31,425 | +1,902    | 32    |
| 12.  | Hypercar  | #2 Cadillac Racing            | 1:31,591 | +2,068    | 48    |
| 13.  | LMP2      | #41 Team WRT                  | 1:33,131 | +3,608    | 48    |
| 14.  | LMP2      | #28 Jota                      | 1:33,620 | +4,097    | 43    |
| 15.  | LMP2      | #23 United Autosports         | 1:33,625 | +4,102    | 46    |
| 16.  | LMP2      | #31 Team WRT                  | 1:33,711 | +4,188    | 48    |
| 17.  | LMP2      | #34 Inter Europol Competition | 1:33,986 | +4,463    | 43    |
| 18.  | LMP2      | #22 United Autosports         | 1:34,207 | +4,684    | 45    |
| 19.  | LMP2      | #9 Prema Racing               | 1:34,438 | +4,915    | 48    |
| 20.  | LMP2      | #10 Vector Sport              | 1:34,491 | +4,968    | 47    |
| 21.  | LMP2      | #36 Alpine Elf Team           | 1:34,648 | +5,125    | 40    |
| 22.  | LMP2      | #63 Prema Racing              | 1:34,659 | +5,136    | 46    |
| 23.  | LMP2      | #35 Alpine Elf Team           | 1:34,813 | +5,290    | 43    |
| 24.  | LMGTE Am  | #54 AF Corse                  | 1:38,239 | +8,716    | 48    |
| 25.  | LMGTE Am  | #21 AF Corse                  | 1:38,718 | +9,195    | 47    |
| 26.  | LMGTE Am  | #83 Richard Mille AF Corse    | 1:38,724 | +9,201    | 48    |
| 27.  | LMGTE Am  | #77 Dempsey–Proton Racing     | 1:38,864 | +9,341    | 47    |
| 28.  | LMGTE Am  | #56 Project 1 – AO            | 1:38,866 | +9,343    | 44    |
| 29.  | LMGTE Am  | #777 D'Station Racing         | 1:38,901 | +9,378    | 45    |
| 30.  | LMGTE Am  | #86 GR Racing                 | 1:39,011 | +9,488    | 45    |
| 31.  | LMGTE Am  | #98 NorthWest AMR             | 1:39,135 | +9,612    | 48    |
| 32.  | LMGTE Am  | #85 Iron Dames                | 1:39,253 | +9,730    | 43    |
| 33.  | LMGTE Am  | #33 Corvette Racing           | 1:39,271 | +9,748    | 46    |
| 34.  | LMGTE Am  | #60 Iron Lynx                 | 1:39,344 | +9,821    | 42    |
| 35.  | LMGTE Am  | #57 Kessel Racing             | 1:39,497 | +9,974    | 48    |
| 36.  | LMGTE Am  | #25 ORT by TF                 | 1:39,915 | +10,392   | 45    |

### 3. szabadedzés
| Poz. | Kategória | Csapat                        | Idő      | Különbség | Körök |
| ---- | --------- | ----------------------------- | -------- | --------- | ----- |
| 1.   | Hypercar  | #7 Toyota Gazoo Racing        | 1:30,068 |           | 32    |
| 2.   | Hypercar  | #94 Peugeot TotalEnergies     | 1:30,476 | +0,408    | 31    |
| 3.   | Hypercar  | #38 Hertz Team Jota           | 1:30,501 | +0,433    | 33    |
| 4.   | Hypercar  | #93 Peugeot TotalEnergies     | 1:30,695 | +0,627    | 31    |
| 5.   | Hypercar  | #99 Proton Competition        | 1:30,710 | +0,642    | 34    |
| 6.   | Hypercar  | #51 Ferrari – AF Corse        | 1:30,798 | +0,730    | 34    |
| 7.   | Hypercar  | #8 Toyota Gazoo Racing        | 1:30,826 | +0,758    | 33    |
| 8.   | Hypercar  | #2 Cadillac Racing            | 1:30,914 | +0,846    | 30    |
| 9.   | Hypercar  | #5 Porsche Penske Motorsport  | 1:31,453 | +1,385    | 24    |
| 10.  | Hypercar  | #6 Porsche Penske Motorsport  | 1:31,501 | +1,433    | 30    |
| 11.  | Hypercar  | #50 Ferrari – AF Corse        | 1:31,711 | +1,643    | 25    |
| 12.  | Hypercar  | #4 Floyd Vanwall Racing Team  | 1:32,740 | +2,672    | 31    |
| 13.  | LMP2      | #23 United Autosports         | 1:34,258 | +4,190    | 31    |
| 14.  | LMP2      | #36 Alpine Elf Team           | 1:34,595 | +4,527    | 31    |
| 15.  | LMP2      | #22 United Autosports         | 1:34,608 | +4,540    | 29    |
| 16.  | LMP2      | #10 Vector Sport              | 1:34,719 | +4,651    | 33    |
| 17.  | LMP2      | #9 Prema Racing               | 1:34,777 | +4,709    | 32    |
| 18.  | LMP2      | #34 Inter Europol Competition | 1:34,795 | +4,727    | 23    |
| 19.  | LMP2      | #41 Team WRT                  | 1:34,932 | +4,864    | 25    |
| 20.  | LMP2      | #31 Team WRT                  | 1:35,193 | +5,125    | 30    |
| 21.  | LMP2      | #35 Alpine Elf Team           | 1:35,316 | +5,248    | 31    |
| 22.  | LMP2      | #63 Prema Racing              | 1:35,448 | +5,380    | 31    |
| 23.  | LMP2      | #28 Jota                      | 1:35,819 | +5,751    | 30    |
| 24.  | LMGTE Am  | #54 AF Corse                  | 1:39,074 | +9,006    | 24    |
| 25.  | LMGTE Am  | #777 D'Station Racing         | 1:39,260 | +9,192    | 26    |
| 26.  | LMGTE Am  | #77 Dempsey–Proton Racing     | 1:39,470 | +9,402    | 26    |
| 27.  | LMGTE Am  | #33 Corvette Racing           | 1:39,690 | +9,622    | 31    |
| 28.  | LMGTE Am  | #57 Kessel Racing             | 1:39,705 | +9,637    | 30    |
| 29.  | LMGTE Am  | #60 Iron Lynx                 | 1:39,710 | +9,642    | 27    |
| 30.  | LMGTE Am  | #98 NorthWest AMR             | 1:40,076 | +10,008   | 27    |
| 31.  | LMGTE Am  | #85 Iron Dames                | 1:40,076 | +10,008   | 26    |
| 32.  | LMGTE Am  | #86 GR Racing                 | 1:40,125 | +10,057   | 27    |
| 33.  | LMGTE Am  | #25 ORT by TF                 | 1:40,453 | +10,385   | 28    |
| 34.  | LMGTE Am  | #21 AF Corse                  | 1:40,762 | +10,694   | 27    |
| 35.  | LMGTE Am  | #83 Richard Mille AF Corse    | 1:40,967 | +10,899   | 31    |
| 36.  | LMGTE Am  | #56 Project 1 – AO            | 1:42,408 | +12,340   | 23    |

## Időmérő
A pole-pozíciók a kategóriákban félkövér betűkkel vannak jelölve.
| Poz. | Kategória | Csapat                        | Idő      | Különbség | Rajthely |
| ---- | --------- | ----------------------------- | -------- | --------- | -------- |
| 1.   | Hypercar  | #7 Toyota Gazoo Racing        | 1:27,794 |           | 1        |
| 2.   | Hypercar  | #8 Toyota Gazoo Racing        | 1:28,418 | +0,624    | 2        |
| 3.   | Hypercar  | #6 Porsche Penske Motorsport  | 1:28,687 | +0,893    | 3        |
| 4.   | Hypercar  | #5 Porsche Penske Motorsport  | 1:28,717 | +0,923    | 4        |
| 5.   | Hypercar  | #2 Cadillac Racing            | 1:28,770 | +0,976    | 5        |
| 6.   | Hypercar  | #51 Ferrari – AF Corse        | 1:28,991 | +1,197    | 6        |
| 7.   | Hypercar  | #50 Ferrari – AF Corse        | 1:29,063 | +1,269    | 7        |
| 8.   | Hypercar  | #38 Hertz Team Jota           | 1:29,111 | +1,317    | 8        |
| 9.   | Hypercar  | #99 Proton Competition        | 1:29,338 | +1,544    | 9        |
| 10.  | Hypercar  | #93 Peugeot TotalEnergies     | 1:29,898 | +2,104    | 10       |
| 11.  | Hypercar  | #94 Peugeot TotalEnergies     | 1:31,822 | +4,028    | 11       |
| 12.  | LMP2      | #22 United Autosports         | 1:32,182 | +4,388    | 12       |
| 13.  | Hypercar  | #4 Floyd Vanwall Racing Team  | 1:32,199 | +4,405    | 13       |
| 14.  | LMP2      | #41 Team WRT                  | 1:32,273 | +4,479    | 14       |
| 15.  | LMP2      | #23 United Autosports         | 1:32,453 | +4,659    | 15       |
| 16.  | LMP2      | #28 Jota                      | 1:32,778 | +4,984    | 16       |
| 17.  | LMP2      | #34 Inter Europol Competition | 1:32,846 | +5,052    | 17       |
| 18.  | LMP2      | #10 Vector Sport              | 1:32,876 | +5,082    | 18       |
| 19.  | LMP2      | #31 Team WRT                  | 1:32,893 | +5,099    | 19       |
| 20.  | LMP2      | #9 Prema Racing               | 1:32,917 | +5,123    | 20       |
| 21.  | LMP2      | #36 Alpine Elf Team           | 1:33,027 | +5,233    | 21       |
| 22.  | LMP2      | #63 Prema Racing              | 1:33,086 | +5,292    | 22       |
| 23.  | LMP2      | #35 Alpine Elf Team           | 1:33,400 | +5,606    | 23       |
| 24.  | LMGTE Am  | #33 Corvette Racing           | 1:38,338 | +10,544   | 24       |
| 25   | LMGTE Am  | #85 Iron Dames                | 1:38,373 | +10,579   | 25       |
| 26.  | LMGTE Am  | #777 D'Station Racing         | 1:38,875 | +11,081   | 26       |
| 27.  | LMGTE Am  | #98 NorthWest AMR             | 1:38,881 | +11,087   | 27       |
| 28.  | LMGTE Am  | #57 Kessel Racing             | 1:39,011 | +11,217   | 28       |
| 29.  | LMGTE Am  | #83 Richard Mille AF Corse    | 1:39,173 | +11,379   | 29       |
| 30.  | LMGTE Am  | #56 Project 1 – AO            | 1:39,179 | +11,385   | 30       |
| 31.  | LMGTE Am  | #77 Dempsey–Proton Racing     | 1:39,183 | +11,389   | 31       |
| 32.  | LMGTE Am  | #86 GR Racing                 | 1:39,202 | +11,408   | 32       |
| 33.  | LMGTE Am  | #54 AF Corse                  | 1:39,283 | +11,489   | 33       |
| 34.  | LMGTE Am  | #25 ORT by TF                 | 1:39,344 | +11,550   | 34       |
| 35.  | LMGTE Am  | #21 AF Corse                  | 1:39,566 | +11,772   | 35       |
| 36.  | LMGTE Am  | #60 Iron Lynx                 | 1:40,292 | +12,498   | 36       |

## Verseny
A résztvevőknek legalább a versenytáv 70%-át (160 kört) teljesíteniük kellett ahhoz, hogy az elért eredményüket értékeljék. A kategóriák leggyorsabb versenyzői vastaggal vannak kiemelve.
| Helyezés | Kategória | #   | Csapat                    | Versenyzők                                                  | Kasztni                       | Gumi | Kör | Idő/Hátrány/Kiesés |
| Helyezés | Kategória | #   | Csapat                    | Versenyzők                                                  | Motor                         | Gumi | Kör | Idő/Hátrány/Kiesés |
| -------- | --------- | --- | ------------------------- | ----------------------------------------------------------- | ----------------------------- | ---- | --- | ------------------ |
| 1.       | Hypercar  | 7   | Toyota Gazoo Racing       | Mike Conway Kobajasi Kamui José María López                 | Toyota GR010 Hybrid           | M    | 229 | 6:01:17,551        |
| 1.       | Hypercar  | 7   | Toyota Gazoo Racing       | Mike Conway Kobajasi Kamui José María López                 | Toyota H8909 3.5 L Turbo V6   | M    | 229 | 6:01:17,551        |
| 2.       | Hypercar  | 8   | Toyota Gazoo Racing       | Sébastien Buemi Brendon Hartley Hirakava Rjó                | Toyota GR010 Hybrid           | M    | 229 | +39,119            |
| 2.       | Hypercar  | 8   | Toyota Gazoo Racing       | Sébastien Buemi Brendon Hartley Hirakava Rjó                | Toyota H8909 3.5 L Turbo V6   | M    | 229 | +39,119            |
| 3.       | Hypercar  | 6   | Porsche Penske Motorsport | Kévin Estre André Lotterer Laurens Vanthoor                 | Porsche 963                   | M    | 229 | +47,768            |
| 3.       | Hypercar  | 6   | Porsche Penske Motorsport | Kévin Estre André Lotterer Laurens Vanthoor                 | Porsche 9RD 4.6 L Turbo V8    | M    | 229 | +47,768            |
| 4.       | Hypercar  | 50  | Ferrari AF Corse          | Antonio Fuoco Miguel Molina Nicklas Nielsen                 | Ferrari 499P                  | M    | 228 | +1 kör             |
| 4.       | Hypercar  | 50  | Ferrari AF Corse          | Antonio Fuoco Miguel Molina Nicklas Nielsen                 | Ferrari 3.0 L Turbo V6        | M    | 228 | +1 kör             |
| 5.       | Hypercar  | 51  | Ferrari AF Corse          | James Calado Antonio Giovinazzi Alessandro Pier Guidi       | Ferrari 499P                  | M    | 228 | +1 kör             |
| 5.       | Hypercar  | 51  | Ferrari AF Corse          | James Calado Antonio Giovinazzi Alessandro Pier Guidi       | Ferrari 3.0 L Turbo V6        | M    | 228 | +1 kör             |
| 6.       | Hypercar  | 38  | Hertz Team Jota           | António Félix da Costa Will Stevens Dzse Dzsefej            | Porsche 963                   | M    | 228 | +1 kör             |
| 6.       | Hypercar  | 38  | Hertz Team Jota           | António Félix da Costa Will Stevens Dzse Dzsefej            | Porsche 9RD 4.6 L Turbo V8    | M    | 228 | +1 kör             |
| 7.       | Hypercar  | 94  | Peugeot TotalEnergies     | Loïc Duval Gustavo Menezes Stoffel Vandoorne                | Peugeot 9X8                   | M    | 228 | +1 kör             |
| 7.       | Hypercar  | 94  | Peugeot TotalEnergies     | Loïc Duval Gustavo Menezes Stoffel Vandoorne                | Peugeot 2.6 L Turbo V6        | M    | 228 | +1 kör             |
| 8.       | Hypercar  | 93  | Peugeot TotalEnergies     | Mikkel Jensen Paul di Resta Jean-Éric Vergne                | Peugeot 9X8                   | M    | 226 | +3 kör             |
| 8.       | Hypercar  | 93  | Peugeot TotalEnergies     | Mikkel Jensen Paul di Resta Jean-Éric Vergne                | Peugeot 2.6 L Turbo V6        | M    | 226 | +3 kör             |
| 9.       | Hypercar  | 99  | Proton Competition        | Gianmaria Bruni Neel Jani Harry Tincknell                   | Porsche 963                   | M    | 221 | +8 kör             |
| 9.       | Hypercar  | 99  | Proton Competition        | Gianmaria Bruni Neel Jani Harry Tincknell                   | Porsche 9RD 4.6 L Turbo V8    | M    | 221 | +8 kör             |
| 10.      | Hypercar  | 2   | Cadillac Racing           | Earl Bamber Alex Lynn Richard Westbrook                     | Cadillac V-Series.R           | M    | 219 | +10 kör            |
| 10.      | Hypercar  | 2   | Cadillac Racing           | Earl Bamber Alex Lynn Richard Westbrook                     | Cadillac LMC55R 5.5 L V8      | M    | 219 | +10 kör            |
| 11.      | LMP2      | 41  | Team WRT                  | Rui Andrade Louis Delétraz Robert Kubica                    | Oreca 07                      | G    | 219 | +10 kör            |
| 11.      | LMP2      | 41  | Team WRT                  | Rui Andrade Louis Delétraz Robert Kubica                    | Gibson GK428 [8               | G    | 219 | +10 kör            |
| 12.      | LMP2      | 22  | United Autosports         | Filipe Albuquerque Philip Hanson Frederick Lubin            | Oreca 07                      | G    | 218 | +11 kör            |
| 12.      | LMP2      | 22  | United Autosports         | Filipe Albuquerque Philip Hanson Frederick Lubin            | Gibson GK428 V8               | G    | 218 | +11 kör            |
| 13.      | LMP2      | 31  | Team WRT                  | Robin Frijns Sean Gelael Habsburg Ferdinánd                 | Oreca 07                      | G    | 218 | +11 kör            |
| 13.      | LMP2      | 31  | Team WRT                  | Robin Frijns Sean Gelael Habsburg Ferdinánd                 | Gibson GK428 V8               | G    | 218 | +11 kör            |
| 14.      | LMP2      | 23  | United Autosports         | Ben Hanley Oliver Jarvis Josh Pierson                       | Oreca 07                      | G    | 218 | +11 kör            |
| 14.      | LMP2      | 23  | United Autosports         | Ben Hanley Oliver Jarvis Josh Pierson                       | Gibson GK428 V8               | G    | 218 | +11 kör            |
| 15.      | LMP2      | 36  | Alpine Elf Team           | Julien Canal Charles Milesi Matthieu Vaxivière              | Oreca 07                      | G    | 218 | +11 kör            |
| 15.      | LMP2      | 36  | Alpine Elf Team           | Julien Canal Charles Milesi Matthieu Vaxivière              | Gibson GK428 V8               | G    | 218 | +11 kör            |
| 16.      | LMP2      | 28  | Jota                      | Pietro Fittipaldi David Heinemeier Hansson Oliver Rasmussen | Oreca 07                      | G    | 218 | +11 kör            |
| 16.      | LMP2      | 28  | Jota                      | Pietro Fittipaldi David Heinemeier Hansson Oliver Rasmussen | Gibson GK428 V8               | G    | 218 | +11 kör            |
| 17.      | LMP2      | 10  | Vector Sport              | Gabriel Aubry Ryan Cullen Matthias Kaiser                   | Oreca 07                      | G    | 217 | +12 kör            |
| 17.      | LMP2      | 10  | Vector Sport              | Gabriel Aubry Ryan Cullen Matthias Kaiser                   | Gibson GK428 V8               | G    | 217 | +12 kör            |
| 18.      | LMP2      | 9   | Prema Racing              | Juan Manuel Correa Filip Ugran Bent Viscaal                 | Oreca 07                      | G    | 217 | +12 kör            |
| 18.      | LMP2      | 9   | Prema Racing              | Juan Manuel Correa Filip Ugran Bent Viscaal                 | Gibson GK428 V8               | G    | 217 | +12 kör            |
| 19.      | LMP2      | 34  | Inter Europol Competition | Albert Costa Fabio Scherer Jakub Śmiechowski                | Oreca 07                      | G    | 217 | +12 kör            |
| 19.      | LMP2      | 34  | Inter Europol Competition | Albert Costa Fabio Scherer Jakub Śmiechowski                | Gibson GK428 V8               | G    | 217 | +12 kör            |
| 20.      | LMP2      | 63  | Prema Racing              | Andrea Caldarelli Danyiil Kvjat Doriane Pin                 | Oreca 07                      | G    | 216 | +13 kör            |
| 20.      | LMP2      | 63  | Prema Racing              | Andrea Caldarelli Danyiil Kvjat Doriane Pin                 | Gibson GK428 V8               | G    | 216 | +13 kör            |
| 21.      | LMP2      | 35  | Alpine Elf Team           | Olli Caldwell André Negrão Memo Rojas                       | Oreca 07                      | G    | 216 | +13 kör            |
| 21.      | LMP2      | 35  | Alpine Elf Team           | Olli Caldwell André Negrão Memo Rojas                       | Gibson GK428 V8               | G    | 216 | +13 kör            |
| 22.      | Hypercar  | 4   | Floyd Vanwall Racing Team | Esteban Guerrieri João Paulo de Oliveira Tristan Vautier    | Vanwall Vandervell 680        | M    | 211 | +18 kör            |
| 22.      | Hypercar  | 4   | Floyd Vanwall Racing Team | Esteban Guerrieri João Paulo de Oliveira Tristan Vautier    | Gibson GL458 4.5 L V8         | M    | 211 | +18 kör            |
| 23.      | LMGTE Am  | 54  | AF Corse                  | Francesco Castellacci Thomas Flohr Davide Rigon             | Ferrari 488 GTE Evo           | M    | 210 | +19 kör            |
| 23.      | LMGTE Am  | 54  | AF Corse                  | Francesco Castellacci Thomas Flohr Davide Rigon             | Ferrari F154CB 3.9 L Turbo V8 | M    | 210 | +19 kör            |
| 24.      | LMGTE Am  | 57  | Kessel Racing             | Scott Huffaker Kimura Takesi Mijata Ritomo                  | Ferrari 488 GTE Evo           | M    | 210 | +19 kör            |
| 24.      | LMGTE Am  | 57  | Kessel Racing             | Scott Huffaker Kimura Takesi Mijata Ritomo                  | Ferrari F154CB 3.9 L Turbo V8 | M    | 210 | +19 kör            |
| 25.      | LMGTE Am  | 33  | Corvette Racing           | Nicky Catsburg Ben Keating Nicolás Varrone                  | Chevrolet Corvette C8.R       | M    | 210 | +19 kör            |
| 25.      | LMGTE Am  | 33  | Corvette Racing           | Nicky Catsburg Ben Keating Nicolás Varrone                  | Chevrolet 5.5 L V8            | M    | 210 | +19 kör            |
| 26.      | LMGTE Am  | 85  | Iron Dames                | Sarah Bovy Rahel Frey Michelle Gatting                      | Porsche 911 RSR-19            | M    | 210 | +19 kör            |
| 26.      | LMGTE Am  | 85  | Iron Dames                | Sarah Bovy Rahel Frey Michelle Gatting                      | Porsche 4.2 L Flat-6          | M    | 210 | +19 kör            |
| 27.      | LMGTE Am  | 56  | Project 1 – AO            | Matteo Cairoli P.J. Hyett Gunnar Jeannette                  | Porsche 911 RSR-19            | M    | 210 | +19 kör            |
| 27.      | LMGTE Am  | 56  | Project 1 – AO            | Matteo Cairoli P.J. Hyett Gunnar Jeannette                  | Porsche 4.2 L Flat-6          | M    | 210 | +19 kör            |
| 28.      | LMGTE Am  | 77  | Dempsey–Proton Racing     | Julien Andlauer Christian Ried Mikkel O. Pedersen           | Porsche 911 RSR-19            | M    | 210 | +19 kör            |
| 28.      | LMGTE Am  | 77  | Dempsey–Proton Racing     | Julien Andlauer Christian Ried Mikkel O. Pedersen           | Porsche 4.2 L Flat-6          | M    | 210 | +19 kör            |
| 29.      | LMGTE Am  | 98  | NorthWest AMR             | Ian James Daniel Mancinelli Alex Riberas                    | Aston Martin Vantage AMR      | M    | 210 | +19 kör            |
| 29.      | LMGTE Am  | 98  | NorthWest AMR             | Ian James Daniel Mancinelli Alex Riberas                    | Aston Martin 4.0 L Turbo V8   | M    | 210 | +19 kör            |
| 30.      | LMGTE Am  | 86  | GR Racing                 | Ben Barker Riccardo Pera Michael Wainwright                 | Porsche 911 RSR-19            | M    | 210 | +19 kör            |
| 30.      | LMGTE Am  | 86  | GR Racing                 | Ben Barker Riccardo Pera Michael Wainwright                 | Porsche 4.2 L Flat-6          | M    | 210 | +19 kör            |
| 31.      | LMGTE Am  | 83  | Richard Mille AF Corse    | Luís Pérez Companc Alessio Rovera Lilou Wadoux              | Ferrari 488 GTE Evo           | M    | 209 | +20 kör            |
| 31.      | LMGTE Am  | 83  | Richard Mille AF Corse    | Luís Pérez Companc Alessio Rovera Lilou Wadoux              | Ferrari F154CB 3.9 L Turbo V8 | M    | 209 | +20 kör            |
| 32.      | LMGTE Am  | 777 | D'Station Racing          | Fudzsii Tomonobú Hosino Szatosi Casper Stevenson            | Aston Martin Vantage AMR      | M    | 209 | +20 kör            |
| 32.      | LMGTE Am  | 777 | D'Station Racing          | Fudzsii Tomonobú Hosino Szatosi Casper Stevenson            | Aston Martin 4.0 L Turbo V8   | M    | 209 | +20 kör            |
| 33.      | LMGTE Am  | 60  | Iron Lynx                 | Matteo Cressoni Alessio Picariello Claudio Schiavoni        | Porsche 911 RSR-19            | M    | 209 | +20 kör            |
| 33.      | LMGTE Am  | 60  | Iron Lynx                 | Matteo Cressoni Alessio Picariello Claudio Schiavoni        | Porsche 4.2 L Flat-6          | M    | 209 | +20 kör            |
| 34.      | LMGTE Am  | 21  | AF Corse                  | Kei Cozzolino Koizumi Hirosi Simon Mann                     | Ferrari 488 GTE Evo           | M    | 208 | +21 kör            |
| 34.      | LMGTE Am  | 21  | AF Corse                  | Kei Cozzolino Koizumi Hirosi Simon Mann                     | Ferrari F154CB 3.9 L Turbo V8 | M    | 208 | +21 kör            |
| 35.      | LMGTE Am  | 25  | ORT by TF                 | Ahmad Al Harthy Michael Dinan Charlie Eastwood              | Aston Martin Vantage AMR      | M    | 206 | +23 kör            |
| 35.      | LMGTE Am  | 25  | ORT by TF                 | Ahmad Al Harthy Michael Dinan Charlie Eastwood              | Aston Martin 4.0 L Turbo V8   | M    | 206 | +23 kör            |
| 36.      | Hypercar  | 5   | Porsche Penske Motorsport | Dane Cameron Michael Christensen Frédéric Makowiecki        | Porsche 963                   | M    | 185 | +44 kör            |
| 36.      | Hypercar  | 5   | Porsche Penske Motorsport | Dane Cameron Michael Christensen Frédéric Makowiecki        | Porsche 9RD 4.6 L Turbo V8    | M    | 185 | +44 kör            |

## A világbajnokság állása a versenyt követően
Hypercar
| H  | Versenyzők                                            | Pont | H  | Konstruktőrök | Pont |
| -- | ----------------------------------------------------- | ---- | -- | ------------- | ---- |
| 1. | Sébastien Buemi Nakadzsima Kazuki Brendon Hartley     | 133  | 1. | Toyota        | 178  |
| 2. | Mike Conway Kobajasi Kamui José María López           | 118  | 2. | Ferrari       | 138  |
| 3. | James Calado Antonio Giovinazzi Alessandro Pier Guidi | 102  | 3. | Porsche       | 81   |
| 4. | Antonio Fuoco Miguel Molina Nicklas Nielsen           | 97   | 4. | Cadillac      | 76   |
| 5. | Earl Bamber Alex Lynn Richard Westbrook               | 72   | 5. | Peugeot       | 56   |

LMP2
| H  | Versenyzők                                   | Pont | H  | Konstruktőrök                 | Pont |
| -- | -------------------------------------------- | ---- | -- | ----------------------------- | ---- |
| 1. | Rui Andrade Louis Delétraz Robert Kubica     | 135  | 1. | #41 Team WRT                  | 135  |
| 2. | Albert Costa Fabio Scherer Jakub Śmiechowski | 102  | 2. | #34 Inter Europol Competition | 102  |
| 3. | Philip Hanson Frederick Lubin                | 101  | 3. | #22 United Autosports         | 101  |
| 4. | Oliver Jarvis Josh Pierson                   | 85   | 4. | #23 United Autosports         | 85   |
| 5. | Filipe Albuquerque                           | 75   | 5. | #36 Alpine Elf Team           | 74   |

LMGTE Am
| H  | Versenyzők                                        | Pont | H  | Konstruktőrök             | Pont |
| -- | ------------------------------------------------- | ---- | -- | ------------------------- | ---- |
| 1. | Nicky Catsburg Ben Keating Nicolás Varrone        | 164  | 1. | #33 Corvette Racing       | 164  |
| 2. | Sarah Bovy Rahel Frey Michelle Gatting            | 79   | 2. | #85 Iron Dames            | 79   |
| 3. | Francesco Castellacci Thomas Flohr Davide Rigon   | 73   | 3. | #54 AF Corse              | 73   |
| 4. | Julien Andlauer Christian Ried Mikkel O. Pedersen | 68   | 4. | #77 Dempsey–Proton Racing | 68   |
| 5. | Ahmad Al Harthy Michael Dinan Charlie Eastwood    | 65   | 5. | #25 ORT by TF             | 65   |